# Trabutina mannipara
Espèce
Trabutina mannipara est une espèce d’insectes hémiptères, une cochenille de la famille des Pseudococcidae.

## Description
Elle est connue pour être un parasite du tamaris. Sa piqure crée un exsudat sucré qui pourrait, selon certains, avoir été la manne biblique.